# 小行星939
小行星939（939 Ratisbona）是一颗围绕太阳公转的小行星。
該小行星以發現者卡爾·威廉·萊茵姆特在曆書《Der Lahrer hinkende Bote》中選擇的女性人名拉蒂斯博納（Ratisbona）命名。

## 参数
这颗小行星的绝对星等为12.14个天文单位，自转周期为2.9173小时。